# Liste des familles ducales (Europe)
 (juin 2021).
La liste des titres ducales (Europe) reprend l'ensemble des familles ducales des pays d'Europe. 

## Allemagne
| Nom de famille                 | Titres     | Origine      | Chef de famille                                                              | Création         | Armes |
| ------------------------------ | ---------- | ------------ | ---------------------------------------------------------------------------- | ---------------- | ----- |
| - Duc d'Anhalt                 | Duc Prince | Anhalt       | Eduard, 7e Duc d'Anhalt né le 3 décembre 1941                                | 30 août 1863     |       |
| - Duc de Brunswick-Lunebourg   | Duc Prince | Brunswick    | Ernest-Auguste, 25e Duc de Brunswick-Lunebourg né le 26 février 1954         | 8 juin 1815      |       |
| - Duc de Glücksbourg           | Duc Prince | Schleswig    | Christophe de Schleswig-Holstein, 16e Duc de Glücksbourg né le 22 août 1949  | 6 juillet 1825   |       |
| - Duc de Jägerndorf            | Duc Prince | Prusse       | Hans-Adam II de Liechtenstein, 15e Duc de Jägerndorf né le 14 février 1945   | 15 mars 1623     |       |
| - Duc de Mecklembourg          | Duc Prince | Mecklembourg | Georges-Borwin, 19e Duc de Mecklembourg né le 10 juin 1956                   | 9 juin 1815      |       |
| - Duc de Meppen                | Duc Prince | Hanovre      | Léopold d'Arenberg, 8e Duc de Meppen né le 20 février 1956                   | 25 février 1803  |       |
| - Duc d'Oldenbourg             | Duc Comte  | Oldenbourg   | Christian, 9e Duc d'Oldenbourg né le 1er février 1955                        | 27 août 1773     |       |
| - Duc de Ratibor               | Duc Prince | Prusse       | Victor de Hohenlohe-Shillingsfürst, 5e Duc de Ratibor né le 29 mars 1964     | 3 novembre 1840  |       |
| - Duc de Saxe-Cobourg et Gotha | Duc Prince | Saxe         | Hubert, 9e Duc de Saxe-Cobourg et Gotha né le 8 décembre 1961                | 12 novembre 1826 |       |
| - Duc de Saxe-Meiningen        | Duc Prince | Saxe         | Frédéric-Conrad, 16e Duc de Saxe-Meiningen né le 14 avril 1952               | 24 février 1680  |       |
| - Duc de Saxe-Weimar           | Duc Prince | Saxe         | Michael-Benedikt, 17e Duc de Saxe-Weimar né le 15 novembre 1946              | 6 novembre 1572  |       |
| - Duc de Trachenberg           | Duc Prince | Prusse       | Sebastian de Hatzfeldt, 4e Duc de Trachenberg né le 7 juillet 1965           | 1er janvier 1900 |       |
| - Duc de Troppau               | Duc Prince | Prusse       | Hans-Adam II de Liechtenstein, 15e Duc de Troppau né le 14 février 1945      | 4 novembre 1613  |       |
| - Duc d'Ujest                  | Duc Prince | Prusse       | Kraft de Hohenlohe-Öhringen, 5e Duc d'Ujest né le 11 janvier 1933            | 8 octobre 1861   |       |
| - Duc d'Urach                  | Duc Prince | Wurtemberg   | Guillaume-Albert de Wurtemberg, 5e Duc d'Urach né le 9 août 1957             | 28 mars 1867     |       |
| - Duc de Worth-et-Donaustauf   | Duc Prince | Bavière      | Albert II de Tour et Taxis, 5e Duc de Worth-et-Donaustauf né le 24 juin 1983 | 8 mai 1899       |       |

## Autriche
| Nom de famille     | Titres     | Origine        | Chef de famille                                        | Création         | Armes |
| ------------------ | ---------- | -------------- | ------------------------------------------------------ | ---------------- | ----- |
| - Duc de Gottschee | Duc Prince | Basse-Carniole | Carl d'Auersperg, 8e Duc de Gottschee né le 9 mai 1962 | 11 novembre 1791 |       |
| - Duc de Hohenberg | Duc Prince | Autriche       | Nicolas, 4e Duc de Hohenberg né le 3 juillet 1961      | 4 octobre 1909   |       |

## Belgique
| Nom de famille            | Titres     | Origine | Chef de famille                                                       | Création         | Armes |
| ------------------------- | ---------- | ------- | --------------------------------------------------------------------- | ---------------- | ----- |
| - Duc d'Aerschot          | Duc Prince | Brabant | Léopold d'Arenberg, 19e Duc d'Aerschot né le 20 février 1956          | 9 juin 1644      |       |
| - Duc d'Arenberg          | Duc Prince | Liège   | Léopold, 13e Duc d'Arenberg né le 20 février 1956                     | 9 juin 1644      |       |
| - Duc de Beaufort-Spontin | Duc Comte  | Liège   | Friedrich-Christian, 7e Duc de Beaufort-Spontin né le 5 décembre 1944 | 2 décembre 1782  |       |
| - Duc de Brabant          | Duc Prince | Brabant | Élisabeth de Belgique, 57e Duchesse de Brabant né le 25 octobre 2001  | 16 décembre 1840 |       |
| - Duc d'Hoboken           | Duc Comte  | Flandre | Stephane, 10e Duc d'Hoboken né le 13 juillet 1971                     | 24 avril 1717    |       |
| - Duc d'Hoogstraeten      | Duc Prince | Brabant | Charles-Philippe de Salm, 9e Duc d'Hoogstraeten né le 19 mai 1933     | 6 janvier 1740   |       |
| - Duc de Looz-Corswarem   | Duc Comte  | Liège   | Thierry, 10e Duc de Looz-Corswarem né le 10 septembre 1948            | 24 décembre 1734 |       |
| - Duc d'Ursel             | Duc Comte  | Flandre | Stephane, 10e Duc d'Ursel né le 13 juillet 1971                       | 24 avril 1717    |       |

## Danemark
| Nom de famille      | Titres    | Origine   | Chef de famille                                            | Création     | Armes |
| ------------------- | --------- | --------- | ---------------------------------------------------------- | ------------ | ----- |
| - Duc de Glücksberg | Duc Comte | Schleswig | Louis Decazes, 6e Duc de Glücksberg né le 14 novembre 1946 | 14 juin 1818 |       |

## Espagne
| Nom de famille             | Titres      | Origine                                          | Chef de famille                                                                          | Création         | Armes |
| -------------------------- | ----------- | ------------------------------------------------ | ---------------------------------------------------------------------------------------- | ---------------- | ----- |
| - Duc d'Abrantès           | Duc         | Espagne                                          | José Manuel de Zuleta y Alejandro, 15e Duc d'Abrantès né le 8 décembre 1960              | 23 mars 1642     |       |
| - Duc d'Ahumada            | Duc         | Espagne                                          | Francisco Chico de Gúzman y Girón, 6e Duc d'Ahumada né le 23 mai 1944                    | 26 avril 1835    |       |
| - Duc d'Escalona           | Duc Marquis | Espagne                                          | Francisco de Borja de Soto y Moreno-Santamaría, 20e Duc d'Escalona né le 28 février 1985 | 12 décembre 1472 |       |
| - Duc d'Estremera          | Duc Marquis | Espagne                                          | María de la Asunción de Bustos y Marín, 4e Duchesse d'Estremera né le 8 juin 1973        | 29 juillet 1568  |       |
| - Duc de Feria             | Duc Comte   | Espagne                                          | Rafael de Medina y Abascal, 20e Duc de Feria né le 25 septembre 1978                     | 28 novembre 1567 |       |
| - Duc de Fernán Núñez      | Duc Marquis | Espagne                                          | Manuel Falcó y Anchorena, 6e Duc de Fernán Núñez né le 18 octobre 1936                   | 23 août 1817     |       |
| - Duc de Fernández-Miranda | Duc Marquis | Espagne                                          | Enrique Fernández-Miranda y Lozano, 2e Duc de Fernández-Miranda né le 12 septembre 1949  | 31 mai 1977      |       |
| - Duc de Fernandina        | Duc Marquis | Espagne                                          | Alonso González de Gregorio y Viñamata, 14e Duc de Fernandina né le 31 décembre 1983     | 24 décembre 1569 |       |
| - Duc de Francavilla       | Duc Marquis | Espagne                                          | Jaime de Arteaga y Martín, 15e Duc de Francavilla né le 10 novembre 1966                 | 1er mars 1555    |       |
| - Duc de Franco            | Duc Marquis | Espagne                                          | Jaime de Arteaga y Martín, 2e Duchesse de Franco né le 26 février 1951                   | 26 novembre 1975 |       |
| - Duc de Frías             | Duc Marquis | Espagne                                          | Francisco de Borja de Soto, 19e Duc de Frías né le 2 novembre 1997                       | 20 mars 1492     |       |
| - Duc de Galliera          | Duc Prince  | Espagne                                          | Alfonso de Orleans-Borbón, 7e Duc de Galliera né le 2 janvier 1968                       | 16 novembre 1870 |       |
| - Duc du Infantado         | Duc Marquis | Espagne                                          | María de la Almudena de Arteaga, 20e Duchesse du Infantado né le 25 juin 1967            | 22 juillet 1475  |       |
| - Duc de Villahermosa      | Duc Marquis | Espagne                                          | Álvaro de Urzáiz y Azlor de Aragón, 19e Duc de Villahermosa né le 14 juin 1937           | 12 décembre 1476 |       |
| - Duc de Vista-Alegre      | Duc Marquis | Espagne                                          | Fernando Sánchez de Toca y Martín, 4e Duc de Vista-Alegre né le 14 mars 1967             | 17 février 1876  |       |
| - Duc de Vistahermosa      | Duc Comte   | Alicante                                         | Cristóbal García-Loygorri y Urzáiz, 5e Duc de Vistahermosa né le 31 mai 1940             | 13 novembre 1879 |       |
| - Duc de Zaragoza          | Duc Marquis | Modèle:Country data Aragon (communauté autonome) | Manuel Álvarez de Toledo y Mencos, 5e Duc de Zaragoza né le 16 juin 1944                 | 17 juillet 1834  |       |

## France
| Nom de famille             | Titres     | Origine       | Chef de famille                                                                 | Création          | Armes |
| -------------------------- | ---------- | ------------- | ------------------------------------------------------------------------------- | ----------------- | ----- |
| - Duc d'Albufera           | Duc Comte  | Languedoc     | Emmanuel Suchet, 7e Duc d'Albufera né le 19 juin 1944                           | 24 janvier 1812   |       |
| - Duc d'Aubigny            | Duc Comte  | Berry         | Charles Gordon-Lennox, 11e Duc d'Aubigny né le 8 janvier 1955                   | 19 août 1673      |       |
| - Duc d'Audiffret-Pasquier | Duc Comte  | Normandie     | Xavier, 5e Duc d'Audiffret-Pasquier né le 16 mars 1988                          | 31 décembre 1862  |       |
| - Duc d'Auerstaedt         | Duc Comte  | Bourgogne     | Sébastien d'Avout, 7e Duc d’Auerstaedt né le 10 décembre 1992                   | 2 juillet 1808    |       |
| - Duc d'Ayen               | Duc Comte  | Aquitaine     | Hélie de Noailles, 10e Duc d'Ayen né le 16 juillet 1943                         | 25 février 1737   |       |
| - Duc de Bauffremont       | Duc Comte  | Lorraine      | Charles-Emmanuel, 9e Duc de Bauffremont né le 2 février 1946                    | 18 février 1818   |       |
| - Duc de Blacas            | Duc Comte  | Provence      | Casimir, 7e Duc de Blacas né le 15 février 1943                                 | 30 avril 1821     |       |
| - Duc de Bouillon          | Duc Comte  | Poitou        | Charles VI de Rohan, 22e Duc de Bouillon né le 3 octobre 1954                   | 30 mars 1456      |       |
| - Duc de Brissac           | Duc Comte  | Maine         | Charles-André de Cossé, 14e Duc de Brissac né le 3 novembre 1962                | 13 avril 1611     |       |
| - Duc de Broglie           | Duc Comte  | Piémont       | Philippe, 9e Duc de Broglie né le 28 septembre 1960                             | 11 juin 1742      |       |
| - Duc de Caraman           | Duc Comte  | Languedoc     | Philippe de Riquet, 7e Duc de Caraman né le 12 octobre 1948                     | 10 mai 1830       |       |
| - Duc des Cars             | Duc Comte  | Limousin      | François-Amédée de Pérusse, 6e Duc des Cars né le 9 octobre 1932                | 24 avril 1830     |       |
| - Duc de Chaulnes          | Duc Comte  | Venaissin     | Jacques d'Albert de Luynes Dunois, 10e Duc de Chaulnes né le 17 septembre 1946  | 6 mars 1621       |       |
| - Duc de Chevreuse         | Duc Comte  | Île-de-France | Philippe d'Albert de Luynes, 13e Duc de Chevreuse né le 3 janvier 1977          | 15 janvier 1667   |       |
| - Duc de Clermont-Tonnerre | Duc Comte  | Dauphiné      | Aynard, 12e Duc de Clermont-Tonnerre né le 10 juillet 1962                      | 11 juin 1775      |       |
| - Duc de Croÿ              | Duc Prince | Picardie      | Rudolf, 15e Duc de Croÿ né le 8 juillet 1955                                    | 4 juillet 1598    |       |
| - Duc Decazes              | Duc Comte  | Aquitaine     | Louis, 6e Duc Decazes né le 14 novembre 1946                                    | 20 février 1820   |       |
| - Duc d'Estissac           | Duc Comte  | Angoumois     | Pierre-Louis de La Rochefoucauld, 6e Duc d'Estissac né le 6 octobre 1947        | 2 juillet 1840    |       |
| - Duc de Feltre            | Duc Comte  | Île-de-France | Michel de Goyon, 5e Duc de Feltre né le 5 mars 1935                             | 15 août 1809      |       |
| - Duc de Gramont           | Duc Comte  | Aquitaine     | Antoine, 15e Duc de Gramont né le 22 mars 2008                                  | 31 décembre 1643  |       |
| - Duc d'Harcourt           | Duc Comte  | Normandie     | Geoffroy, 13e Duc d'Harcourt né le 8 décembre 1952                              | 19 mars 1701      |       |
| - Duc de La Force          | Duc Comte  | Aquitaine     | Henri de Caumont, 15e Duc de La Force né le 27 juin 1944                        | 19 janvier 1787   |       |
| - Duc de La Rochefoucauld  | Duc Comte  | Angoumois     | François, 15e Duc de La Rochefoucauld né le 2 avril 1958                        | 22 avril 1622     |       |
| - Duc de La Roche-Guyon    | Duc Comte  | Angoumois     | Guy-Antoine de La Rochefoucauld, 7e Duc de La Roche-Guyon né le 11 janvier 1958 | 15 novembre 1679  |       |
| - Duc de Lesparre          | Duc Comte  | Aquitaine     | Aimery de Gramont, 7e Duc de Lesparre né le 28 juillet 1953                     | 28 février 1739   |       |
| - Duc de Liancourt         | Duc Comte  | Angoumois     | François de La Rochefoucauld, 15e Duc de Liancourt né le 2 avril 1958           | 13 mars 1765      |       |
| - Duc de Lorges            | Duc Comte  | Languedoc     | Guy de Durfort-Civrac, 9e Duc de Lorges né le 24 octobre 1960                   | 28 novembre 1706  |       |
| - Duc de Luynes            | Duc Comte  | Venaissin     | Philippe, 13e Duc de Luynes né le 28 septembre 1960                             | 14 novembre 1619  |       |
| - Duc de Magenta           | Duc Comte  | Bourgogne     | Maurice de Mac Mahon, 5e Duc de Magenta né le 30 mars 1992                      | 5 juin 1859       |       |
| - Duc de Maillé            | Duc Comte  | Touraine      | Geoffroy, 7e Duc de Maillé né le 15 novembre 1972                               | 1er avril 1784    |       |
| - Duc de Montbazon         | Duc Comte  | Bretagne      | Charles VI de Rohan, 16e Duc de Montbazon né le 3 octobre 1954                  | 15 mars 1594      |       |
| - Duc de Montebello        | Duc Comte  | Aquitaine     | Maurice Lannes, 7e Duc de Montebello né le 2 juillet 1939                       | 20 décembre 1817  |       |
| - Duc de Mortemart         | Duc Comte  | Limousin      | Charles-Emmanuel de Rochechouart, 17e Duc de Mortemart né le 15 mars 1967       | 23 décembre 1663  |       |
| - Duc de Mouchy            | Duc Comte  | Limousin      | Antoine de Noailles, 8e Duc de Mouchy né le 7 septembre 1950                    | 23 décembre 1747  |       |
| - Duc de Noailles          | Duc Comte  | Limousin      | Hélie, 10e Duc de Noailles né le 16 juillet 1943                                | 25 décembre 1663  |       |
| - Duc d'Otrante            | Duc Comte  | Poitou        | Charles-Louis Fouché, 8e Duc d'Otrante né le 14 mars 1986                       | 15 août 1809      |       |
| - Duc de Polignac          | Duc Comte  | Languedoc     | Armand-Charles, 8e Duc de Polignac né le 7 octobre 1946                         | 20 septembre 1780 |       |
| - Duc de Poix              | Duc Comte  | Picardie      | Antoine, 8e Duc de Poix né le 7 septembre 1950                                  | 24 octobre 1765   |       |
| - Duc de Praslin           | Duc Comte  | Champagne     | Raynald de Choiseul, 10e Duc de Praslin né le 23 février 1945                   | 21 novembre 1762  |       |
| - Duc de Rauzan-Duras      | Duc Comte  | Aquitaine     | François de Chastellux, 5e Duc de Rauzan-Duras né le 11 avril 1946              | 21 décembre 1825  |       |
| - Duc de Rivoli            | Duc Comte  | Provence      | Victor Masséna, 5e Duc de Rivoli né le 29 avril 1950                            | 24 avril 1808     |       |
| - Duc de Rohan             | Duc Comte  | Bretagne      | Josselin de Rohan, 14e Duc de Rohan né le 5 juin 1938                           | 15 décembre 1648  |       |
| - Duc de Sabran            | Duc Comte  | Provence      | Charles de Sabran-Pontevès, 8e Duc de Sabran né le 30 avril 1937                | 8 mai 1825        |       |
| - Duc d'Uzès               | Duc Comte  | Languedoc     | Jacques-Emmanuel de Crussol, 17e Duc d'Uzès né le 13 octobre 1957               | 20 janvier 1572   |       |

## Italie
| Nom de famille                       | Titres      | Origine   | Chef de famille                                                                      | Création     | Armes |
| ------------------------------------ | ----------- | --------- | ------------------------------------------------------------------------------------ | ------------ | ----- |
| - Duc d'Aoste                        | Duc Prince  | Savoie    | Aimon de Savoie-Aoste, 6e Duc d'Aoste né le 13 octobre 1967                          |              |       |
| - Duc d'Avalos                       | Duc Prince  | Campanie  | Andrea d'Avalos d'Aquino d'Aragona, 7e Duc d'Avalos né le 23 février 1971            |              |       |
| - Duc de Bagnoli                     | Duc Prince  | Campanie  | Fabio Vandalo Sanfelice, 14e Duc de Bagnoli né le 27 avril 1943                      |              |       |
| - Duc de Campagna                    | Duc Prince  | Campanie  | Luigi Pironti, 11e Duc de Campagna né le 26 décembre 1956                            |              |       |
| - Duc de Canemorto et Castelchiodato | Duc Prince  | Toscane   | Scipione Borghese, 14e Duc de Canemorto et Castelchiodato né le 19 novembre 1970     |              |       |
| - Duc de Capracotta                  | Duc Marquis | Italie    | Nicola Piromallo-Capece-Piscicelli, 15e Duc de Capracotta né le 23 novembre 1953     |              |       |
| - Duc de Cassano                     | Duc Marquis | Calabre   | Luigi Serra, 10e Duc de Cassano né le 25 janvier 1939                                |              |       |
| - Duc de Cerisano                    | Duc Marquis | Calabre   | Renato Carlos Sersale, 16e Duc de Cerisano né le 21 mars 1950                        |              |       |
| - Duc de Grazzano Visconti           | Duc Comte   | Italie    | Gian Galeazzo Visconti di Modrone, 5e Duc de Grazzano Visconti né le 24 février 1962 |              |       |
| - Duc de Guardia Lombarda            | Duc Prince  | Campanie  | Fulco Ruffo di Calabria, 15e Duc de Guardia Lombarda né le 29 juillet 1954           |              |       |
| - Duc de Lodi                        | Duc Comte   | Italie    | Benigno Melzi d'Eril, 8e Duc de Lodi né le 8 novembre 1939                           |              |       |
| - Duc de Malvito                     | Duc Comte   | Calabre   | Stefania Sambiase Sanseverino, 10e Duchesse de Malvito né le 11 novembre 1953        |              |       |
| - Duc de Marianella                  | Duc Prince  | Italie    | Ugone Spinelli Barrile, 11e Duc de Marianella né le 23 juillet 1950                  | 22 mars 1672 |       |
| - Duc de Palombara                   | Duc Prince  | Italie    | Scipione Borghese, 14e Duc de Palombara né le 19 novembre 1970                       |              |       |
| - Duc de Parme                       | Duc Prince  | Italie    | Charles de Bourbon-Parme, 21e Duc de Parme né le 27 janvier 1970                     |              |       |
| - Duc de Perdifumo                   | Duc Prince  | Italie    | Andrea Cito-Filomarino, 16e Duc de Perdifumo né le 15 avril 1956                     |              |       |
| - Duc de Pescolanciano               | Duc         | Italie    | Ettore Michele d'Alessandro, 14e Duc de Pescolanciano né le 31 janvier 1962          |              |       |
| - Duc de Poggio Nativo               | Duc Prince  | Italie    | Scipione Borghese, 14e Duc de Poggio Nativo né le 19 novembre 1970                   |              |       |
| - Duc de Roccaromana                 | Duc Comte   | Italie    | Antonio Paternò, 8e Duc de Roccaromana né le 3 janvier 1932                          |              |       |
| - Duc de San Cipriano                | Duc Prince  | Lombardie | Fabio Vandalo Sanfelice, 13e Duc de San Cipriano né le 27 avril 1943                 |              |       |
| - Duc de Toritto                     | Duc Prince  | Italie    | Maurizio Telesio, 8e Duc de Toritto né le 4 février 1950                             |              |       |
| - Duc de Tornano                     | Duc Prince  | Vénétie   | Morando Bevilacqua, 5e Duc de Tornano né le 17 novembre 1945                         |              |       |
| - Duc de Valminuta                   | Duc Comte   | Marches   | Giovanni Tosti, 5e Duc de Valminuta né le 16 décembre 1972                           |              |       |
| - Duc de Vargas Machuca              | Duc Marquis | {{}}      | Diego, 8e Duc de Vargas Machuca né le 22 juin 1942                                   | 12 mars 1732 |       |
| - Duc Visconti de Modrone            | Duc Comte   | Lombardie | Gian Galeazzo, 9e Duc Visconti de Modrone né le 24 février 1962                      |              |       |
| - Duc de Zoagli                      | Duc Comte   | Ligurie   | Emanuele Canevaro, 5e Duc de Zoagli né le 27 mars 1942                               |              |       |

## Pologne
| Nom de famille           | Titre      | Origine | Chef de famille                                                         | Armes |
| ------------------------ | ---------- | ------- | ----------------------------------------------------------------------- | ----- |
| - Duc de Klewan-et-Zukow | Duc Prince | Pologne | Adam-Karol Czartoryski, 11e Duc de Klewan-et-Zukow né le 2 janvier 1940 |       |
| - Duc de Nieswiez        | Duc Prince | Pologne | Charles Radziwiłł, 20e Duc de Nieswiez né le 18 novembre 1931           |       |
| - Duc d'Olyka            | Duc Prince | Pologne | Ferdinand Radziwiłł, 16e Duc d'Olyka né le 17 avril 1935                |       |
| - Duc de Pless           | Duc Prince | Pologne | Bolko von Hochberg, 6e Duc de Pless né le 3 avril 1936                  |       |

## Portugal
| Nom de famille       | Titre      | Origine  | Chef de famille                                                              | Armes |
| -------------------- | ---------- | -------- | ---------------------------------------------------------------------------- | ----- |
| - Duc de Barcelos    | Duc Prince | Portugal | Afonso de Bragança, 21e Duc de Barcelos né le 25 mars 1996                   |       |
| - Duc de Bragance    | Duc Prince | Portugal | Duarte de Bragança, 28e Duc de Bragance né le 15 mai 1945                    |       |
| - Duc de Cadaval     | Duc Comte  | Portugal | Diana Álvares Pereira de Melo, 11e Duchesse de Cadaval né le 25 juillet 1978 |       |
| - Duc de Coimbra     | Duc Prince | Portugal | Maria de Bragança, 5e Duchesse de Coimbra né le 3 mars 1997                  |       |
| - Duc de Guimarães   | Duc Prince | Portugal | Duarte de Bragança, 26e Duc de Guimarães né le 15 mai 1945                   |       |
| - Duc de Palmela     | Duc Comte  | Portugal | Pedro de Sousa e Holstein Beck, 7e Duc de Palmela né le 27 janvier 1951      |       |
| - Duc de Viseu       | Duc Comte  | Portugal | Miguel de Bragança, 7e Duc de Viseu né le 3 décembre 1946                    |       |
| - Duc de la Victoire | Duc Comte  | Portugal | Charles Wellesley, 9e Duc de la Victoire né le 19 août 1945                  |       |

## Royaume-Uni
| Nom de famille          | Titres      | Origine                    | Chef de famille                                                   | Création          | Armes |
| ----------------------- | ----------- | -------------------------- | ----------------------------------------------------------------- | ----------------- | ----- |
| - Duc d'Abercorn        | Duc Marquis | Irlande                    | James Hamilton, 5e Duc d'Abercorn né le 4 juillet 1934            | 10 août 1868      |       |
| - Duc d'Argyll          | Duc Marquis | Écosse                     | Torquhil Campbell, 13e Duc d'Argyll né le 29 mai 1968             | 21 juin 1701      |       |
| - Duc d'Atholl          | Duc Marquis | Écosse                     | Bruce Murray, 12e Duc d'Atholl né le 6 avril 1960                 | 30 juin 1703      |       |
| - Duc de Beaufort       | Duc Marquis | Angleterre                 | Henry Somerset, 12e Duc de Beaufort né le 22 mai 1952             | 2 décembre 1682   |       |
| - Duc de Bedford        | Duc Marquis | Angleterre                 | Andrew Russell, 15e Duc de Bedford né le 30 mars 1962             | 11 mai 1694       |       |
| - Duc de Brandon        | Duc Marquis | Royaume de Grande-Bretagne | Alexander Douglas-Hamilton, 13e Duc de Brandon né le 31 mars 1978 | 10 septembre 1711 |       |
| - Duc de Buccleuch      | Duc Marquis | Écosse                     | Richard Scott, 10e Duc de Buccleuch né le 14 février 1954         | 20 avril 1663     |       |
| - Duc de Cambridge      | Duc Comte   | Royaume-Uni                | William Windsor, 1re Duc de Cambridge né le 21 juin 1982          | 29 avril 2011     |       |
| - Duc de Cornouailles   | Duc Prince  | Angleterre                 | Charles Windsor, 22e Duc de Cornouailles né le 14 novembre 1948   | 9 février 1337    |       |
| - Duc de Devonshire     | Duc Marquis | Angleterre                 | Peregrine Cavendish, 12e Duc de Devonshire né le 27 avril 1944    | 12 mai 1694       |       |
| - Duc d'Édimbourg       | Duc Prince  | Royaume-Uni                | Charles Windsor, 2e Duc d'Édimbourg né le 14 novembre 1948        | 19 novembre 1947  |       |
| - Duc de Fife           | Duc Marquis | Royaume-Uni                | David Carnegie, 4e Duc de Fife né le 3 mars 1961                  | 24 avril 1900     |       |
| - Duc de Gloucester     | Duc Comte   | Royaume-Uni                | Richard Windsor, 2e Duc de Gloucester né le 26 août 1944          | 31 mars 1928      |       |
| - Duc de Gordon         | Duc Marquis | Royaume-Uni                | Charles Gordon-Lennox, 6e Duc de Gordon né le 8 janvier 1955      | 13 janvier 1876   |       |
| - Duc de Grafton        | Duc Marquis | Royaume-Uni                | Henry FitzRoy, 12e Duc de Grafton né le 6 avril 1978              | 11 septembre 1675 |       |
| - Duc de Hamilton       | Duc Marquis | Écosse                     | Alexander Douglas, 16e Duc de Hamilton né le 31 mars 1978         | 12 avril 1643     |       |
| - Duc de Kent           | Duc Comte   | Royaume-Uni                | Edward Windsor, 2e Duc de Kent né le 9 octobre 1935               | 12 octobre 1934   |       |
| - Duc de Leinster       | Duc Marquis | Irlande                    | Maurice FitzGerald, 9e Duc de Leinster né le 7 avril 1948         | 26 novembre 1766  |       |
| - Duc de Lennox         | Duc Marquis | Écosse                     | Charles Gordon, 11e Duc de Lennox né le 8 janvier 1955            | 9 septembre 1675  |       |
| - Duc de Manchester     | Duc Marquis | Royaume de Grande-Bretagne | Alexander Montagu, 13e Duc de Manchester né le 11 décembre 1962   | 28 avril 1719     |       |
| - Duc de Marlborough    | Duc Marquis | Angleterre                 | James Churchill, 12e Duc de Marlborough né le 5 novembre 1955     | 8 décembre 1702   |       |
| - Duc de Montrose       | Duc Marquis | Écosse                     | James Graham, 8e Duc de Montrose né le 6 avril 1935               | 24 avril 1707     |       |
| - Duc de Norfolk        | Duc Marquis | Angleterre                 | Edward Fitzalan-Howard, 18e Duc de Norfolk né le 2 décembre 1956  | 29 septembre 1397 |       |
| - Duc de Northumberland | Duc Marquis | Royaume de Grande-Bretagne | Ralph Percy, 12e Duc de Northumberland né le 16 novembre 1956     | 20 avril 1663     |       |
| - Duc de Queensberry    | Duc Marquis | Écosse                     | Richard Scott, 12e Duc de Queensberry né le 14 février 1954       | 3 février 1683    |       |
| - Duc de Richmond       | Duc Marquis | Angleterre                 | Charles Gordon-Lennox, 11e Duc de Richmond né le 8 janvier 1955   | 9 août 1675       |       |
| - Duc de Rothesay       | Duc Prince  | Royaume-Uni                | Charles Windsor, 22e Duc de Rothesay né le 14 novembre 1948       | 24 octobre 1378   |       |
| - Duc de Roxburgh       | Duc Marquis | Écosse                     | Charles Innes-Ker, 11e Duc de Roxburghe né le 18 février 1981     | 25 avril 1707     |       |
| - Duc de Rutland        | Duc Marquis | Angleterre                 | David Manners, 11e Duc de Richmond né le 8 mai 1959               | 29 mars 1703      |       |
| - Duc de Saint-Albans   | Duc Marquis | Angleterre                 | Murray Beauclerk, 14e Duc de Saint-Albans né le 19 janvier 1939   | 10 janvier 1684   |       |
| - Duc de Somerset       | Duc Marquis | Angleterre                 | John Seymour, 19e Duc de Somerset né le 30 décembre 1952          | 28 août 1443      |       |
| - Duc de Sutherland     | Duc Marquis | Royaume-Uni                | Francis Egerton, 7e Duc de Sutherland né le 18 février 1940       | 14 janvier 1833   |       |
| - Duc de Sussex         | Duc Comte   | Royaume-Uni                | Henry Windsor, 1re Duc de Sussex né le 15 septembre 1984          | 19 mai 2018       |       |
| - Duc de Wellington     | Duc Marquis | Royaume-Uni                | Charles Wellesley, 9e Duc de Wellington né le 19 août 1945        | 3 mai 1814        |       |
| - Duc de Westminster    | Duc Marquis | Royaume-Uni                | Hugh Grosvenor, 7e Duc de Westminster né le 29 janvier 1991       | 27 février 1874   |       |
| - Duc d'York            | Duc Comte   | Royaume-Uni                | Andrew Windsor, 1re Duc d'York né le 19 février 1960              | 23 juin 1986      |       |

## Saint-Marin
| Nom de famille      | Titre       | Origine     | Chef de famille                                                     | Armes |
| ------------------- | ----------- | ----------- | ------------------------------------------------------------------- | ----- |
| - Duc de Castellara | Duc Marquis | Saint-Marin | Anne-Charles de Gontaut, 4e Duc de Castellara né le 16 février 1963 |       |

## Saint-Siège
| Nom de famille | Titres     | Origine        | Chef de famille                                           | Création | Armes |
| -------------- | ---------- | -------------- | --------------------------------------------------------- | -------- | ----- |
| - Duc de Sora  | Duc Prince | Émilie-Romagne | Francesco Boncompagni, 15e Duc de Sora né le 29 juin 1965 |          |       |

## Suède
| Nom de famille         | Titre       | Origine | Chef de famille                                                         | Armes |
| ---------------------- | ----------- | ------- | ----------------------------------------------------------------------- | ----- |
| - Duc d'Ångermanland   | Duc Prince  | Suède   | Nicolas Bernadotte, 1re Duc d'Ångermanland né le 15 juin 2015           |       |
| - Duc de Blekinge      | Duc Prince  | Suède   | Adrienne Bernadotte, 1re Duc de Blekinge né le 9 mars 2018              |       |
| - Duc de Dalécarlie    | Duc Prince  | Suède   | Gabriel Bernadotte, 3e Duc de Dalécarlie né le 31 août 2017             |       |
| - Duc de Gotland       | Duc Prince  | Suède   | Leonore Bernadotte, 2e Duc de Gotland né le 20 février 2014             |       |
| - Duc de Halland       | Duc Marquis | Suède   | Julian Bernadotte, 1re Duc de Halland né le 26 mars 2021                |       |
| - Duc d'Östergötland   | Duc Prince  | Suède   | Estelle Bernadotte, 6e Duchesse d'Östergötland né le 23 février 2012    |       |
| - Duc de Scanie        | Duc Prince  | Suède   | Oscar Bernadotte, 3e Duc de Scanie né le 2 mars 2016                    |       |
| - Duc de Södermanland  | Duc Prince  | Suède   | Alexander Bernadotte, 8e Duc de Södermanland né le 19 avril 2016        |       |
| - Duc de Värmland      | Duc Prince  | Suède   | Carl Philip Bernadotte, 6e Duc de Värmland né le 13 mai 1979            |       |
| - Duc de Västergötland | Duc Prince  | Suède   | Victoria Bernadotte, 3e Duchesse de Västergötland né le 14 juillet 1977 |       |

## Tchéquie
| Nom de famille    | Titre      | Origine  | Chef de famille                                              | Armes |
| ----------------- | ---------- | -------- | ------------------------------------------------------------ | ----- |
| - Duc de Raudnitz | Duc Prince | Tchéquie | Jaroslav de Lobkowicz, 8e Duc de Raudnitz né le 16 août 1942 |       |